# Косолманка
Косолманка — река в России, протекает по Свердловской области. Устье реки находится в 851 км по правому берегу реки Туры. Длина реки составляет 19 км. Правый приток — Малая Косолманка.

## Данные водного реестра
По данным государственного водного реестра России, Косолманка относится к Иртышскому бассейновому округу, водохозяйственный участок реки — Тура от истока до впадения реки Тагил, речной подбассейн Тобола, речной бассейн Иртыша.
Код объекта в государственном водном реестре — 14010501212111200004657.